# Sigeric (rei dels visigots)
Sigeric, de Sig-ric, ‘poderós per la victòria’; (?, ? - Bàrcino, 415) va ser un noble visigot que va esdevenir rei dels visigots de Tolosa durant una setmana l'any 415, un dels regnats més breus en la història de la monarquia visigoda. Es creu que va ser el responsable de la mort de l'anterior monarca, Ataülf; per això es creu també que era un membre d'un clan opositor als Balts, dinastia a la qual pertanyia el seu predecessor. Tot i haver ascendit al tron dels visigots, les seves accions polèmiques van provocar una reacció ràpida de la noblesa i del grup popular que hi havia entorn de l'antic rei en contra de Sigeric, que va ser assassinat el setembre del 415, transcorreguda una setmana de regnat.

## Orígens
Sigeric era un noble, cap del partit antiromà, cosa que el convertia en enemic del monarca visigot Ataülf, que s'havia relacionat i havia fet tractes amb els romans. Segons l'opinió de M. Rosario Valverde, Sigeric era membre del llinatge o clan dels Rosomons, que es va contraposar a la dinastia baltunga –a la qual pertanyia teòricament Ataülf– que ostentava el poder reial entre els visigots des dels temps d'Alaric I. No obstant això, Ana M. Jiménez dubta d'un llinatge Balt en aquesta època i creu que s'ha de situar a partir del regnat de Teodoric I, que suposadament era fill d'Alaric I, perquè no hi ha notícies ni referències del segle v que sostinguin la possibilitat de l'existència d'aquest llinatge; és a partir del segle vi que els autors antics en parlen.

## L'ascens al tron: l'assassinat d'Ataülf
Es creu que, precisament per la seva enemistat amb el rei, la voluntat d'eliminar els baltungs de la monarquia i, també, un desig de venjança, probablement, va ser Sigeric qui va ordir la conspiració per atemptar contra la vida d'Ataülf, que va ser finalment assassinat, el 14 d'agost de 415, segons Isidor de Sevilla el 416. Dels diferents autors que parlen dels successos, Olimpiòdor de Tebes diu que Ataülf passejava i inspeccionava els seus cavalls a les cavallerisses i Jordanes no detalla on succeeix, però Orosi especifica que és Bàrcino (Barcelona), on s'havia establert la cort visigoda, que s'havia convertit en la capital dels visigots rellevant la ciutat de Narbona.
Pel que fa a l'autor del regicidi, Hidaci creu que l'assassí formava part de la host privada d'Ataülf, però no n'esmenta el nom. Per la seva banda, Jordanes diu que va morir per una ferida al ventre perpetrada per l'espasa d'Evervulf, un home del qual es creu que el rei i potser també altres nobles acostumaven a mofar-se'n per la seva estatura. En termes generals, els autors acostumen a atribuir la mort d'Ataülf a aquesta persona, tot i que també hi ha un altre relat que parla d'un altre home anomenat Dubius que era molt probablement membre de l'entorn domèstic o del seguici reial. Fos qui fos realment, aquest servidor hauria estat un antic servent del denominat dux Gothorum Sar, un antic cabdill d'una petita tribu visigoda que va ser mort per Ataülf i el qual es considera germà de Sigeric, quelcom que hauria donat peu a la venjança, mitjançant una conspiració, executada per aquest Evervulf/Dubius.

## Regnat
El regnat de Sigeric va ser efímer: amb prou feines va durar set dies. Tanmateix, malgrat el poc temps que va tenir per dur a terme qualsevol acte de govern, les accions de Sigeric van ser totalment sonades i possiblement van dur a la seva fi com a monarca. Una de les seves primeres ordres va ser fer matar els cinc fills del primer matrimoni d'Ataülf. També va fer matar el nadó príncep Teodosi, únic de la segona dona d'Ataülf, la princesa romana Gal·la Placídia. Probablement per mostrar la seva posició antiromana, Sigeric va humiliar-la, ja que Gal·la Placídia era germana de l'emperador Honori, que estava en mans dels visigots i s'havia convertit en reina dels visigots amb el seu matrimoni amb Ataülf.
En aquest sentit, a banda de privar Gal·la dels seus honors, Sigeric va decidir ofendre la memòria del recent rei difunt i la reina vídua. L'obligà a recórrer a peu els carrers de la ciutat de Bàrcino acompanyada d'altres romans captius amb ell al darrere muntat a cavall i després li va fer caminar dotze milles de distància des de la sortida de les muralles, imitant així una cerimònia de triomf típicament romana, quelcom que servia també per ofendre l'imperi Romà i l'emperador, germà de Gal·la. D'altra banda, Sigeric va decidir no executar la seva captiva tot i el seu desgrat envers els romans: la va mantenir en vida per mostrar-la com un trofeu davant els ciutadans romans de la ciutat, enaltint així la seva persona i el seu poder recentment obtingut i utilitzant-la, així mateix, com a forma de legitimar-se en el tron.

## Assassinat
Sembla que les formes de Sigeric de desenvolupar el poder reial no varen ser del gust de la resta de la noblesa visigoda i per aquesta raó va ser assassinat al cap d'una setmana. Vàlia va ser proclamat com a nou rei i va corregir els actes del seu predecessor, retornant els honors a Gal·la en vistes d'un acord que havia de realitzar amb el patrici i futur emperador, Constanci. Posteriorment establí la pau amb Honori. L'assassinat de Sigeric i l'elecció de Vàlia, segons Valverde, respondrien teòricament, malgrat que no hi ha fonts que ho esmentin, a una resposta ràpida del grup nobiliari i popular al voltant dels Balts. Tanmateix, hi ha qui dubta del lligam de Vàlia amb la dinastia baltunga.